# Adolphe Borchard
Adolphe Borchard est un compositeur et pianiste français, né au Havre (Seine-Inférieure) le 30 juin 1882 et décédé le 13 décembre 1967 à Paris 16e.

## Biographie
On lui doit des musiques de films entre 1931 et 1943, notamment pour le réalisateur Sacha Guitry dont il est le compositeur attitré. Il apparaît même comme acteur (un petit rôle de pianiste) dans un film de Guitry en 1936, Le Roman d'un tricheur, où il accompagne Fréhel dans la chanson Et v'là pourquoi, dont il a composé la musique. Au total, il participe à 18 films français comme compositeur.
Comme pianiste classique, il est notamment l'interprète de Frédéric Chopin et de Ludwig van Beethoven (il tient d'ailleurs la partie de piano dans la Sonate pour violon n° 9 de Beethoven à l'occasion d'un film de 1937, Les Nuits blanches de Saint-Pétersbourg). Comme compositeur classique, il a en particulier réalisé une transcription pour piano à deux mains du mouvement symphonique Pacific 231 d'Arthur Honegger. En 19622, il a publié son Eskual Herria (Patrie Basque) pour piano et orchestre.
Dans l'hebdomadaire pro-fasciste Je suis partout, Lucien Rebatet le critique : « M. Borchard, s'il est bien connu chez les musiciens pour les proportions burlesques de sa fatuité, ne l'est pas moins pour son absence complète et irrémédiable de talent. C'est le type accompli du bousilleur, un lourdaud qui fait dix accrocs dans une page, un bourreau de pédale, un écorcheur d'arpèges, un écraseur d'accords... M. Borchard n'a jamais rien senti ni compris. Il ne perçoit pas davantage l'architecture musicale d'une œuvre musicale que ses détails et ses nuances. »

## Filmographie complète
(comme compositeur, sauf mention contraire)
- 1931 : Un chien qui rapporte de Jean Choux
- 1932 : Un coup de téléphone de Georges Lacombe
- 1933 : La Robe rouge de Jean de Marguenat
- 1933 : La Femme invisible de Georges Lacombe
- 1934 : Le Prince Jean de Jean de Marguenat
- 1936 : Le Roman d'un tricheur de Sacha Guitry (+ acteur)
- 1936 : Mon père avait raison de Sacha Guitry
- 1937 : Les Nuits blanches de Saint-Pétersbourg de Jean Dréville (+ pianiste)
- 1937 : Désiré de Sacha Guitry
- 1938 : Quadrille de Sacha Guitry
- 1938 : Ultimatum de Robert Wiene et (non crédité) Robert Siodmak
- 1938 : Remontons les Champs-Élysées de Sacha Guitry
- 1939 : Ils étaient neuf célibataires de Sacha Guitry
- 1940 : L'Homme qui cherche la vérité d'Alexander Esway
- 1942 : Le Destin fabuleux de Désirée Clary de Sacha Guitry
- 1942 : Patricia de Paul Mesnier
- 1943 : Tornavara de Jean Dréville
- 1943 : Jeannou de Léon Poirier

## Note
1. ↑  Paris, Éditions Maurice Senart, 1926 (informations sur un site suisse).
2. ↑  Adolphe Borchard, Euskal Herria (Pays Basque) pour piano et orchestre, Paris, Evette & Schaeffer éditeurs, 1922, 58 p.
3. ↑  Je suis partout 18 avril 1941, page 7.